# Classe Sentinel
La classe Sentinel  est une classe de deux croiseurs éclaireurs (dit scout cruisers)  de la Royal Navy construite avant la Première Guerre mondiale.
Il avait été prévu initialement de construire huit navires, répartis sur quatre chantiers. Les trois autres paires prendront les noms de classe Forward, classe Pathfinder et classe Adventure.

## Conception
La classe Sentinel devait répondre  au cahier des charges de l'amirauté demandant des croiseurs pouvant atteindre la vitesse de 25 nœuds (46,3 km/h) pour naviguer avec les flottilles de destroyers.
L'armement initial a été mis rapidement à niveau par le rajout de 2 autres canons de 76 mm. Les canons  Hotchkiss à tir rapide de 47 mm ont aussi été remplacés par des canons Hotchkiss de 57 mm.
En 1911-12, les 12 canons de 76 mm sont remplacés par 9 canons de 102 mm. 

## Service
Les deux unités ont servi durant la première guerre mondiale ; le HMS Sentinel a servi au sein de la 8° flottille de destroyer et le HMS Skirmisher au sein de la 7° flottille. 
En 1916, les deux unités ont rejoint la Méditerranée, puis ont été mis hors service après la guerre.

## Unités
| Nom            | Chantier                    | Lancement      | Service effectif | Fin de service                         | Photo |
| -------------- | --------------------------- | -------------- | ---------------- | -------------------------------------- | ----- |
| HMS Sentinel   | Vickers à Barrow-in-Furness | 19 avril 1904  | avril 1905       | 18 janvier 1923 - vente à la ferraille |       |
| HMS Skirmisher | Vickers à Barrow-in-Furness | 7 février 1905 | juillet 1905     | 3 mars 1920 - vente à la ferraille     |       |